# La Voix humaine (pièce de théâtre)
Pour les articles homonymes, voir La voix humaine.
La Voix humaine est une pièce de théâtre en un acte de Jean Cocteau, créée dans une mise en scène de Jean-Pierre Laruy à la Comédie-Française le 17 février 1930.
L'œuvre est adaptée sous forme de tragédie lyrique par Francis Poulenc en 1959, sous le même titre. Elle a également connu de nombreuses adaptations, plus ou moins libres, au cinéma et à la télévision.

## La pièce de Jean Cocteau
La pièce, écrite en 1929 et créée par Berthe Bovy en 1930 à la Comédie-Française, est chahutée par les Surréalistes , par la voix de Paul Éluard  au cours de la première représentation privée, plus pour stigmatiser la vie sentimentale de Cocteau, que pour la pièce elle-même. Mais la polémique s’éteint vite, à la suite d'un article de Pierre Bost paru dans La Revue hebdomadaire, qui voit dans l’œuvre « une vraie tragédie »,. Elle ne met en scène qu'un seul personnage, une femme au téléphone, en un dialogue lacunaire, tronqué.

## Argument
Une femme, après quelques tentatives infructueuses, finit par joindre son amant au téléphone. Elle l'appelle « chéri », mais doit lui rendre leurs lettres et se montrer courageuse. 
À travers les non-dits et un moyen de communication défaillant (la communication s'interrompt sans cesse), la pièce présente une rupture amoureuse difficile. La femme aime toujours l'homme à qui elle parle et menace de se suicider.

## Mises en scène
- La Voix humaine, mise en scène de Jean-Pierre Laruy, musique de Yves Claoué,   Théâtre central du Limousin, Limoges  1961
- La Voix humaine, mise en scène de Bernard Jenny, Le Maillon Strasbourg en 1984.
- La Voix Humaine, mise en scène de Frédéric Dussenne, Nouveau Théâtre de Belgique en 1996
- La Voix humaine, mise en scène d'Alice Ronfard avec Sylvie Drapeau, Espace GO, Montréal, Québec, 1999
- La Voix humaine, avec Anna Tantcheva, mise en scène d'Isabelle Bouvrain, réalisation de Maria Koleva, 2001.
- La Voix humaine, mise en scène de Stéphane Saint-Jean à Montréal en 2003. Le personnage est interprété tour à tour par 9 comédiens (huit femmes et un homme).
- La Voix humaine, par la compagnie Premier acte, mise en scène de Sarkis Tcheumlekdjian, jouée par Catherine Vial.
- La Voix humaine, mise en scène de Dimitri Rataud en 2009
- La Voix humaine, mise en scène de Marc Paquien au Studio-Théâtre de la Comédie-Française, avec Martine Chevallier, 2012.
- La Voix humaine, avec Anne Mélou, mise en scène de Jean Barrier au Patio à Rennes. 2013
- La Voix humaine, avec Nicole Dogué, mise en scène de Marja-Leena JUNKER, décor sonore de René NUSS au Théâtre du Centaure au Luxembourg et à L'Artchipel à Basse-Terre (Guadeloupe) 2013
- La Voix humaine, avec Monique Dorsel et la voix de Berthe Bovy, mise en scène de Charles Gonzalès, au Théâtre des Martyrs à Bruxelles, 2014.
- La Voix humaine, au TNP de Villeurbanne (2018). Une tragédie lyrique avec Véronique Gens, soprano, et Christophe Manien, piano et une pièce en un acte avec Sylvia Bergé (comédienne). La pièce de Jean Cocteau est ici proposée dans ses versions avec et sans musique.
- La Voix humaine, mise en scène France Guy, Nantes 1946

## Enregistrements sonores
La Voix humaine a été interprétée et enregistrée par plusieurs comédiennes célèbres des années 1930 à 1970. La courte liste suivante n'est pas exhaustive.
- La Voix humaine, lu par Simone Signoret, disques Jacques Canetti (Grand prix du disque de l'académie Charles-Cros en 1964)[4] : avec cette production, Jacques Canetti réalisa un de ses rêves les plus chers. Simone Signoret accepta d'enregistrer la version intégrale de ce texte de Jean Cocteau, à condition qu'elle puisse le faire chez elle, dans sa chambre, étendue sur son lit, son propre téléphone à la main. Pierre Nobis, l'ingénieur du son, s'installa dans la cuisine et la première prise fut la bonne. Bouleversée par l'émotion du texte, Simone Signoret, en larmes, refusa d'écouter l'enregistrement. Il fallut l'intervention d'Yves Montand pour que Simone Signoret acceptât que le disque fût publié. Il obtint à l'unanimité le Grand Prix du Disque[5] en 1964.

- Berthe Bovy, l’a enregistrée plusieurs fois :

- label Columbia, 2 disques vinyle  78 Tours 30 cm,  n° DFX  40 et 41, 1930 ;
- label Pathé, 1 disque microsillon 33Tours 30cm, n°DTX 288, 1959, durée 33 min 20 s;
- Gaby Morlay, label Decca, Vinyl LP, n°163622, durée 36 min 17 s, 1955. La didascalie initiale est lue par Jean Cocteau[7].

## Adaptations

### L'opéra de Francis Poulenc
Composée en 1958, la tragédie lyrique en un acte de Francis Poulenc est créée le 6 février 1959 par Denise Duval, salle Favart, à Paris. Elle connut elle-même différentes versions :
- La Voix humaine, version pour piano de Francis Poulenc, mise en scène Antoine Vitez, décor et costumes de Dominique Borg, avec Anne Béranger, soprano, Setrak, pianiste (Chaillot 1982 - Le Chant du Monde).

- La Voix humaine, version de Francis Poulenc, mise en scène de Bernard Uzan dans une scénographie de Michel Beaulac, avec Chantal Lambert, soprano et Esther Gonthier, pianiste, à la Cinquième Salle de la Place des Arts, Opéra de Montréal, 1997.

- La Voix humaine, version de Francis Poulenc, mise en scène Richard Williams, avec Sarah Gabriel, soprano, Olivia Canolle, pianiste, Dartington International Summer School, en 2007.

### Au cinéma
- 1948 : L'amore, film italien en deux parties réalisé par Roberto Rossellini, avec Anna Magnani : I - La Voix humaine (Une voce umana) ; II - Le Miracle (Il Miracolo)
- 1986 : dans La Loi du désir de Pedro Almodóvar, la fin du monologue de Cocteau est reprise dans le film
- 1988 : Femmes au bord de la crise de nerfs (Mujeres al borde de un ataque de nervios), film espagnol réalisé et écrit par Pedro Almodóvar, librement inspiré par La Voix humaine[8]
- 1988 : Codice privato, film italien de Francesco Maselli avec Ornella Muti
- 2014 : Voce umana, court métrage italien réalisé par Edoardo Ponti, avec sa mère Sophia Loren
- 2020 : La Voix humaine (La voz humana), moyen métrage[9] hispano-américain de Pedro Almodóvar avec Tilda Swinton[10].

### À la télévision
- 1966 : The Human Voice, téléfilm britannico-américain réalisé par Ted Kotcheff, avec Ingrid Bergman. Jean Cocteau a participé à l'adaptation[11],[12].
- 1971 : La Voix humaine, mise en scène télévisuelle du drame lyrique éponyme de Francis Poulenc produit et réalisé par Dominique Delouche
- 1974 : La Voix humaine, téléfilm français réalisé par Jean Marais, avec Madeleine Robinson[13],[14]
- 1990 : La Voix humaine, téléfilm français réalisé par Peter Medak, avec Julia Migenes